# Callistemon wimmerensis
Callistemon wimmerensis là một loài thực vật có hoa trong Họ Đào kim nương. Loài này được Marriott & G.W.Carr mô tả khoa học đầu tiên năm 2008.